# Swakopmund-Central
Swakopmund-Central (deutsch Swakopmund-Zentral) ist der historische Stadtkern und ein Stadtteil von Swakopmund in Namibia. In Zentral liegen viele Geschäfte, Bankfilialen und historischen Bauten, wie zum Beispiel der Bahnhof Swakopmund und das Swakopmund Museum sowie Gästehäuser und Hotels.

## Lage
Der Stadtteil liegt im Südwesten des Stadtgebiets und reicht vom Atlantik im Westen bis zum Stadtviertel Kramersdorf im Osten. Im Norden reicht der Stadtteil bis an das Industriegebiet und die Nationalstraße B2 nach Windhoek und grenzt an die Stadtteile Vineta und Mondesa.

## Geschichte
Swakopmund-Central umfasst die gesamte seit Ende des 19. Jahrhunderts als Planstadt angelegte Innenstadt von Swakopmund. Zu den ältesten Gebäuden der Stadt zählen das ehemalige Kaiserliche Bezirksgericht (heute Staatshaus und Sommerresidenz des Staatspräsidenten) sowie der Leuchtturm Swakopmund.
Die Straßen verlaufen fast ausschließlich in Ost-West- sowie Nord-Süd-Richtung. Die vom Atlantik und Strandpromenade kommenden Ost-West-Straßen bilden hierbei die Hauptachsen und wurden damals – trotz der größtenteils nur zwei- bis dreigeschossigen Bebauung sehr breit ausgelegt, damit Ochsenkarren auf den Straßen – ohne Zurücksetzen – wenden konnten. Die damals wie heute bedeutendste Straße ist die Sam-Nujoma-Avenue (vormals Kaiser Wilhelm-Straße). Andere Ost-West-Straßen sind die (von Süd nach Nord) Swakop-Straße, Rhode-Allee, Anton Lubowski- , Libertina Amathila-, Woermann-, Leutwein- und Rössing-Straße, sowie Daniel Tjongarero- (vormals Post-Straße), Theo-Ben Gurirab- (vormals Bahnhof-Straße) und Mandume-Ya-Ndemufayo-Straße. Die wichtigsten Nord-Süd-Straßen sind Strand-, Nathaniël Maxuilili- und Moses ǁGaroëb-Straße. Östlich dieser beginnt Kramersdorf.

## Baurecht
Es gelten besondere baurechtliche Vorschriften um das historische Gesamtbild der Stadt zu erhalten. Dieses wurde 2016 durch die – sehr umstrittene – Erlaubnis zur Errichtung von Hochhäusern gelockert und 2020 mit Einführung des neuen Stadtrates umgehend wieder revidiert.

## Galerie

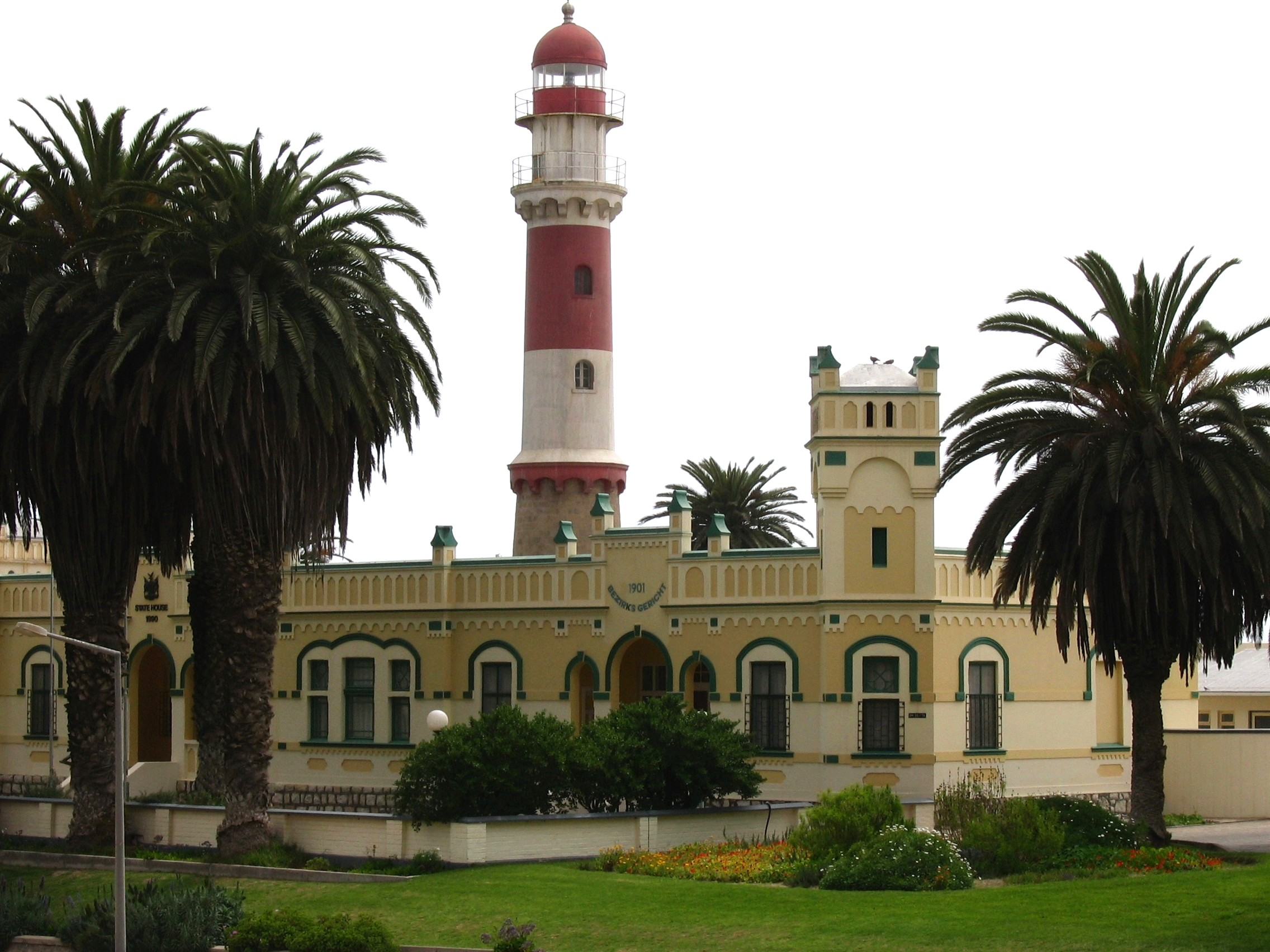
Staatshaus mit Leuchtturm im Hintergrund
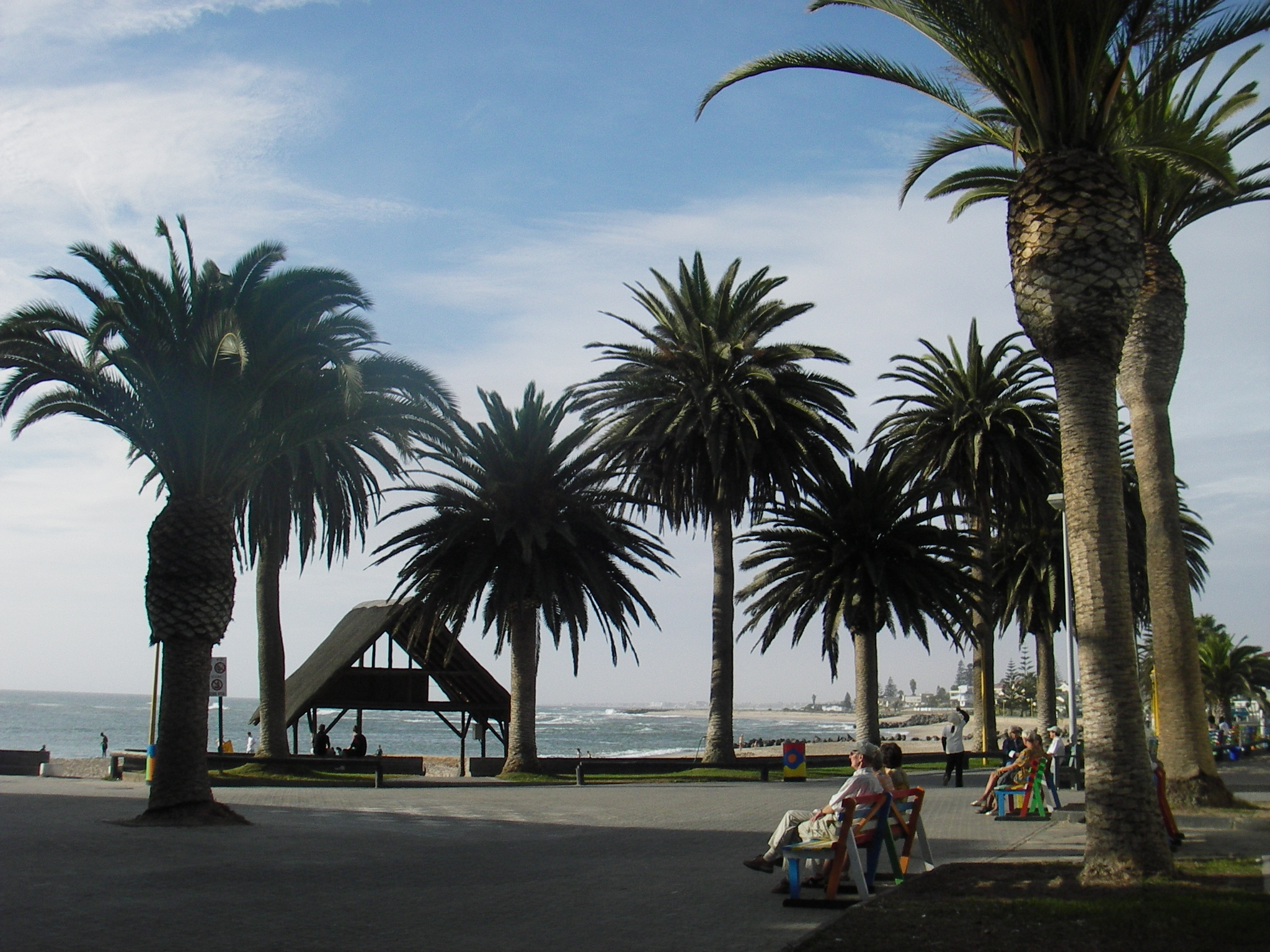
Strandpromenade bei der Mole
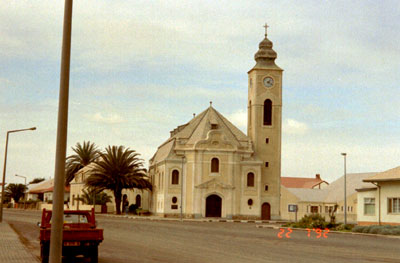
Evangelisch-Lutherische Kirche
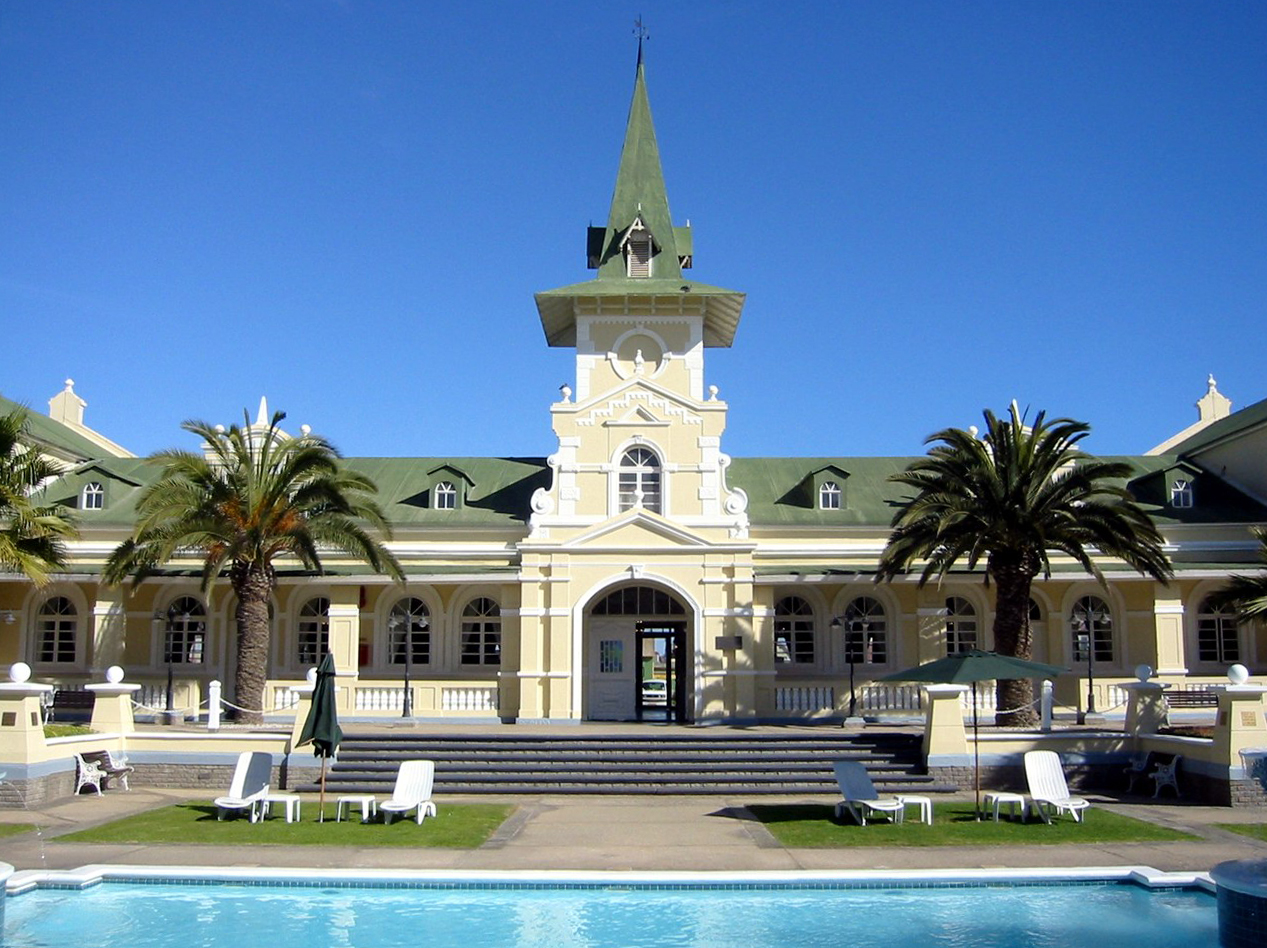
Ehemaliger Bahnhof, heute Swakopmund Hotel
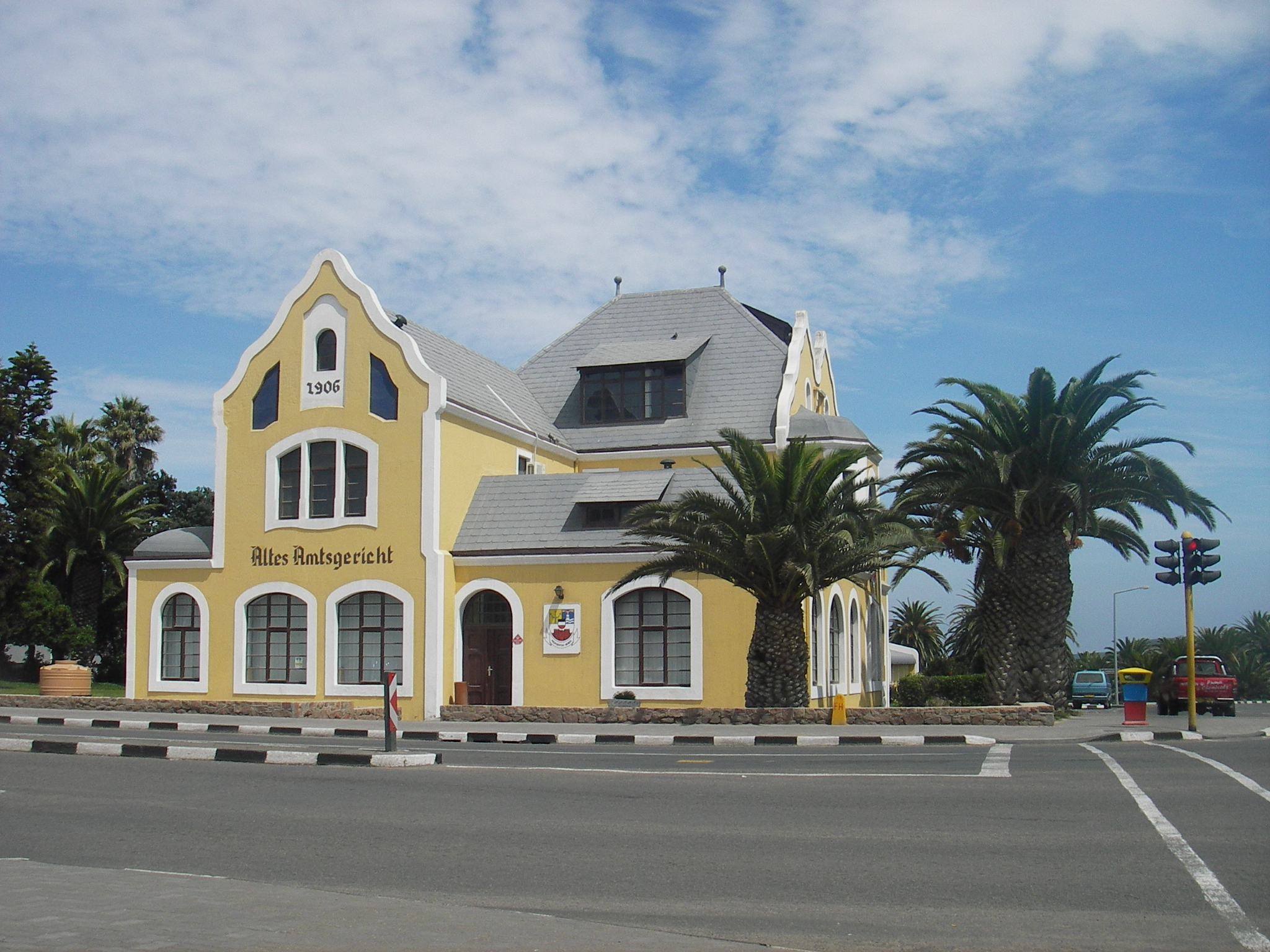
Das alte Amtsgericht
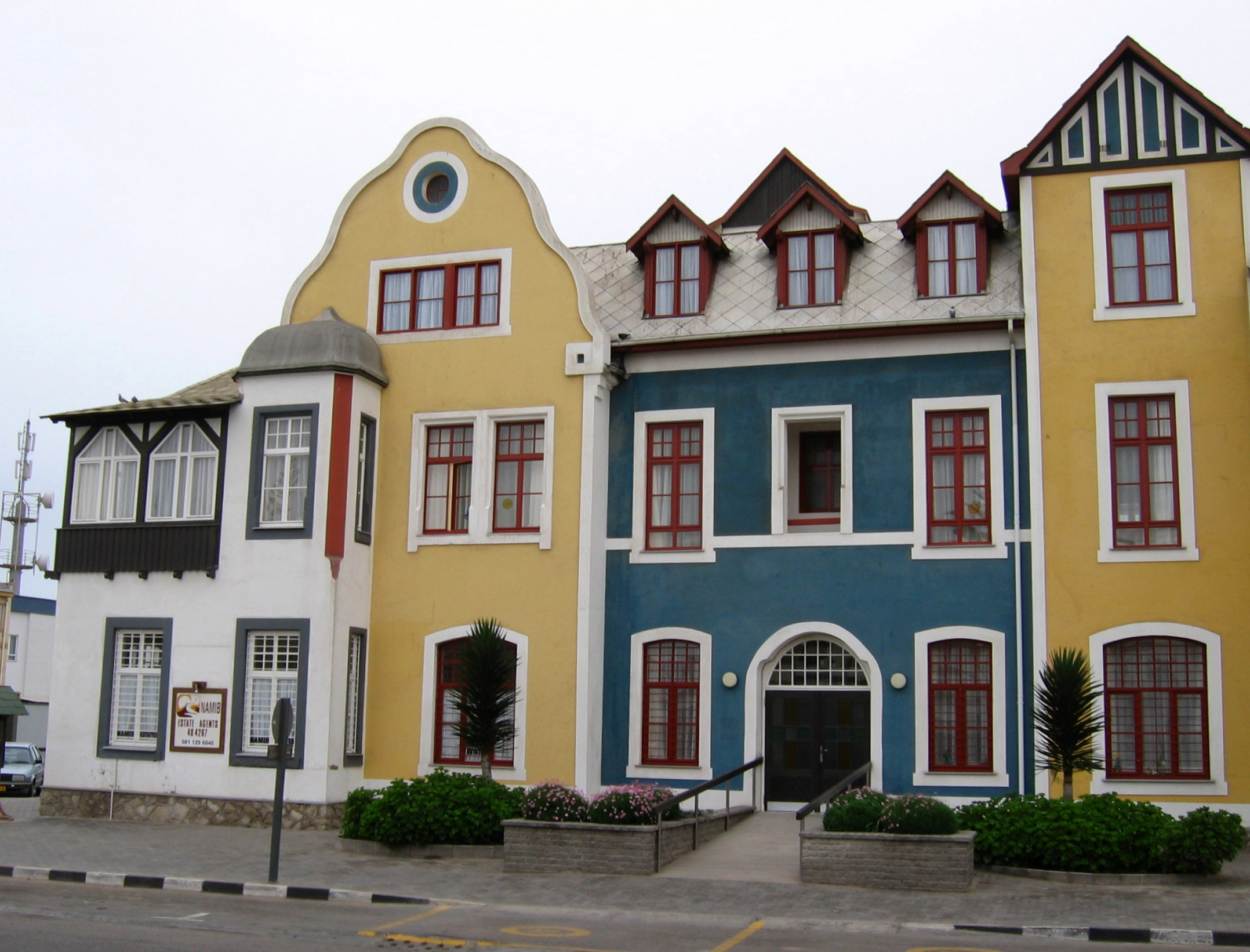
Altes Antonius-Gebäude, ein ehemaliges Franziskaner-Krankenhaus
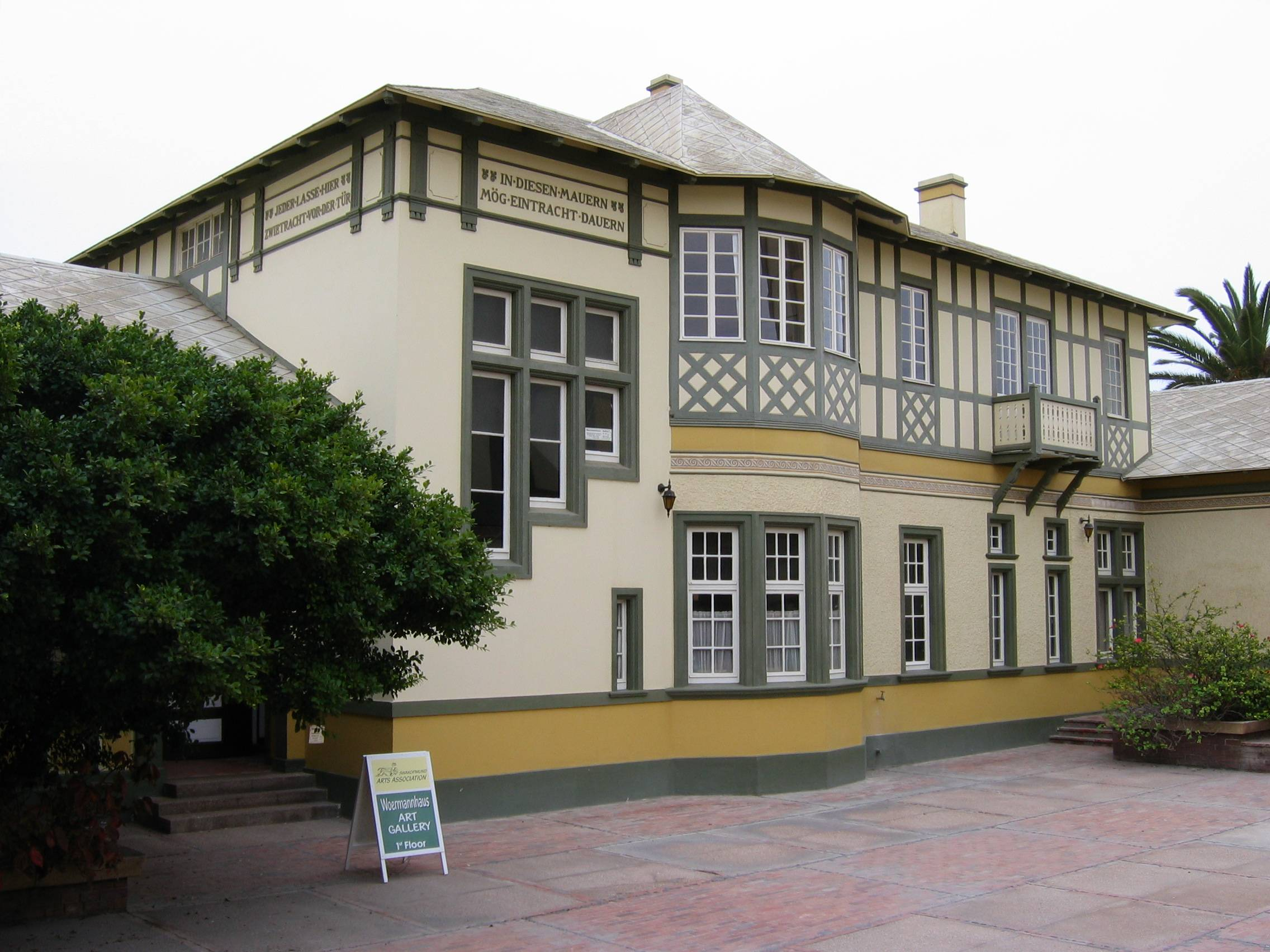
Woermannhaus
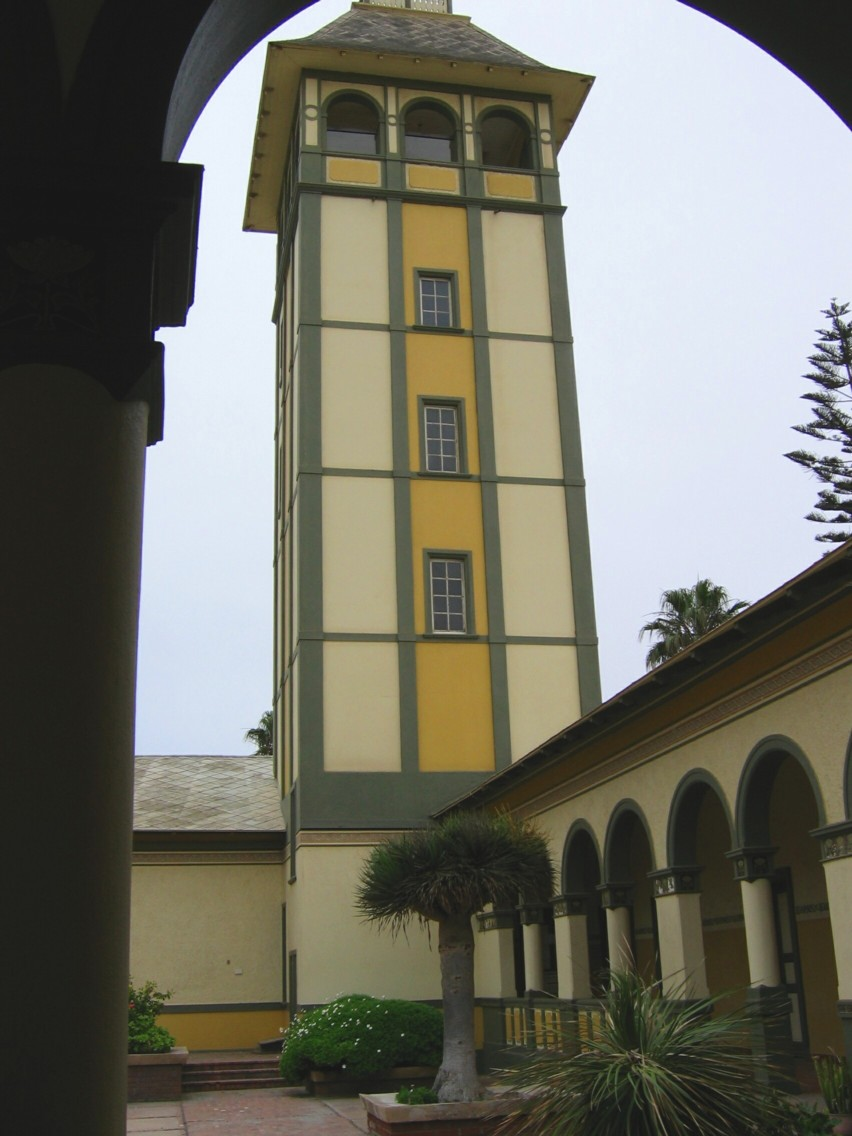
Damaraturm des Woermannhauses
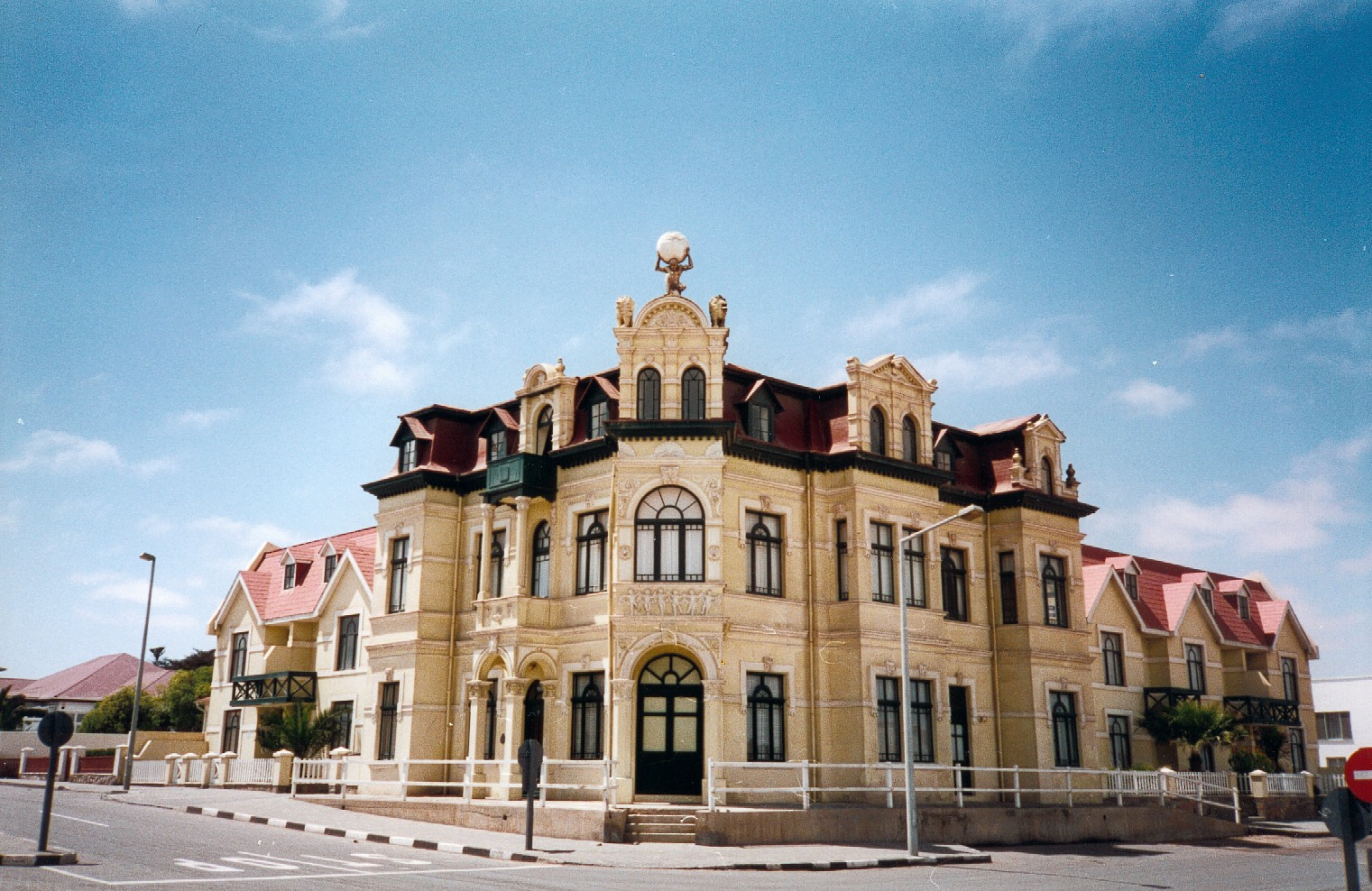
Hohenzollernhaus
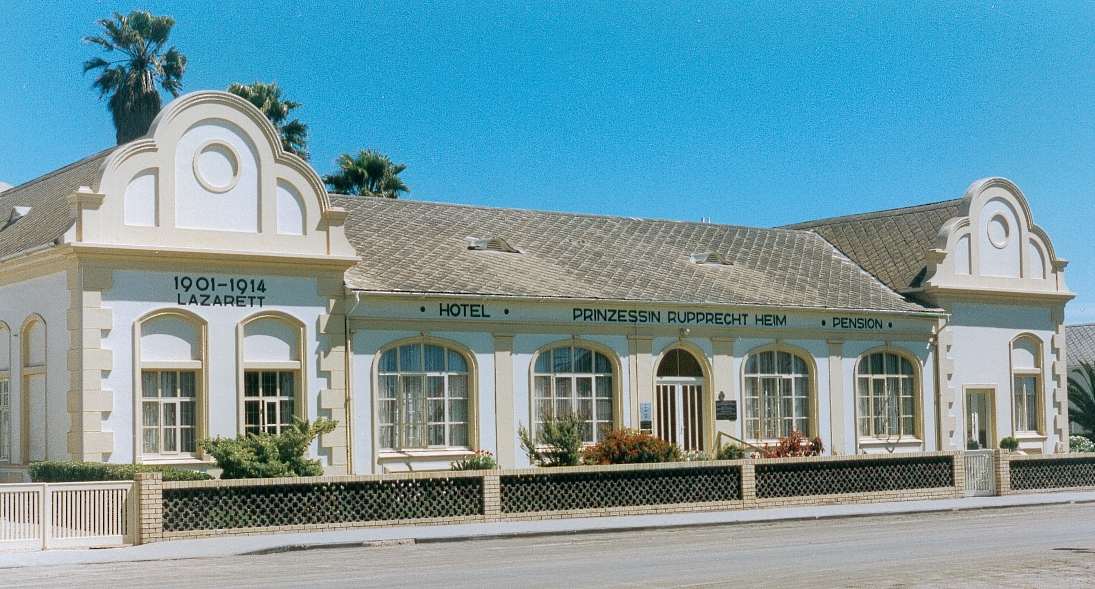
Prinzessin-Rupprecht-Heim
Kristall Galerie
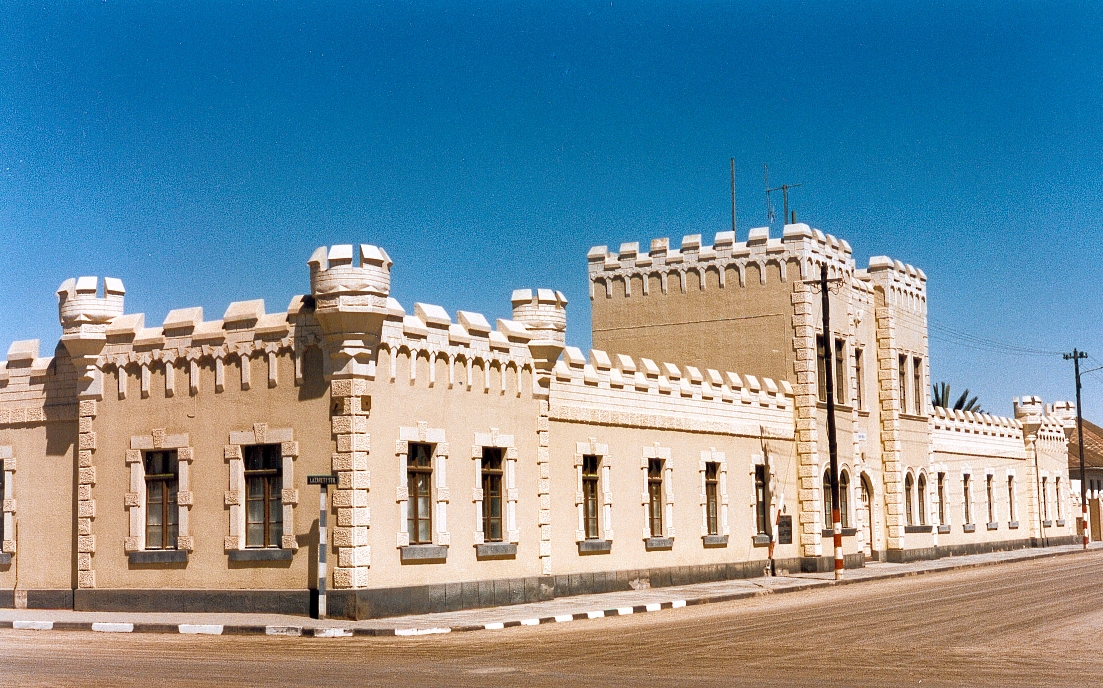
Alte Kaserne
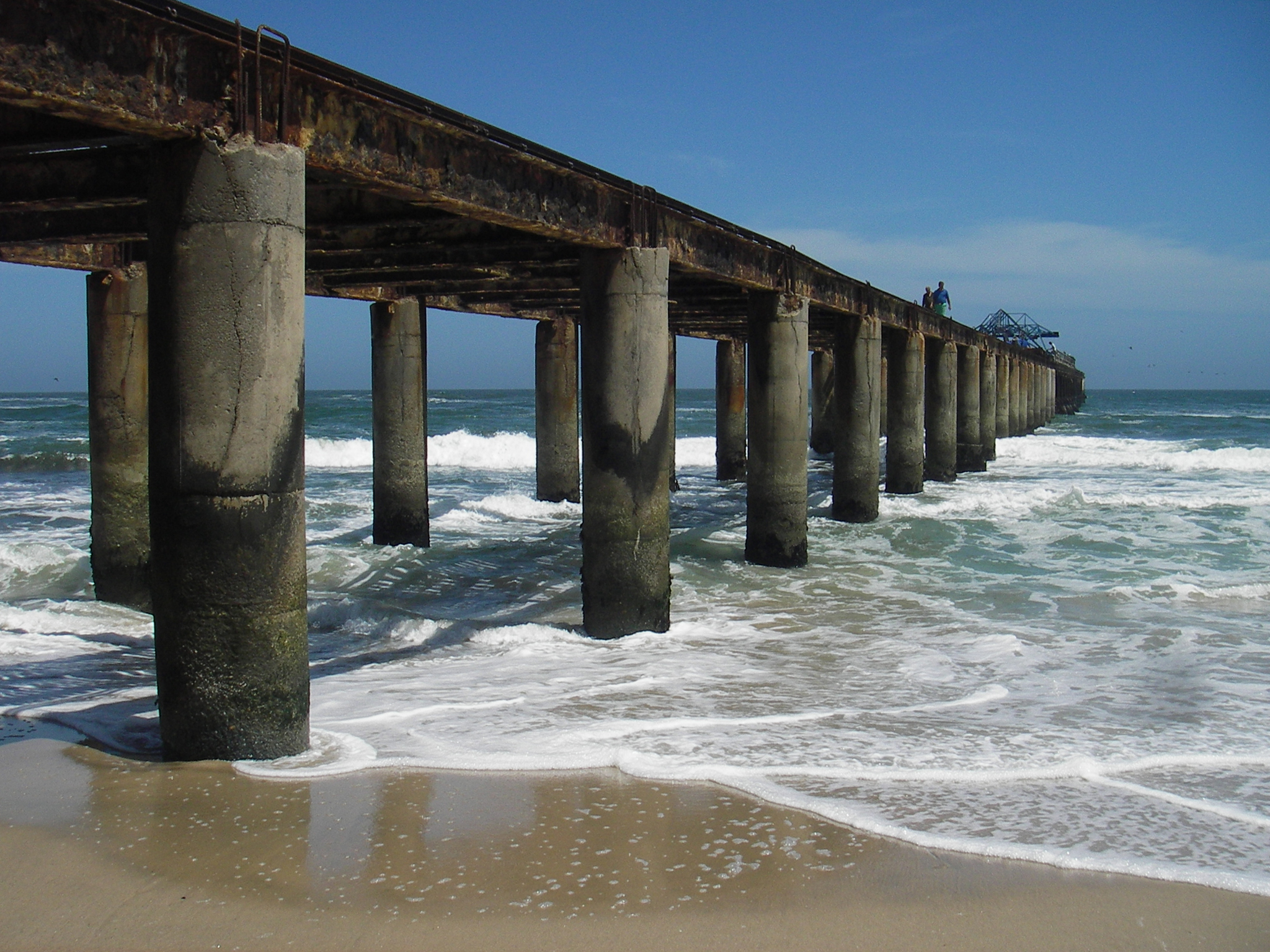
Die Landungsbrücke vor der Renovierung 2006
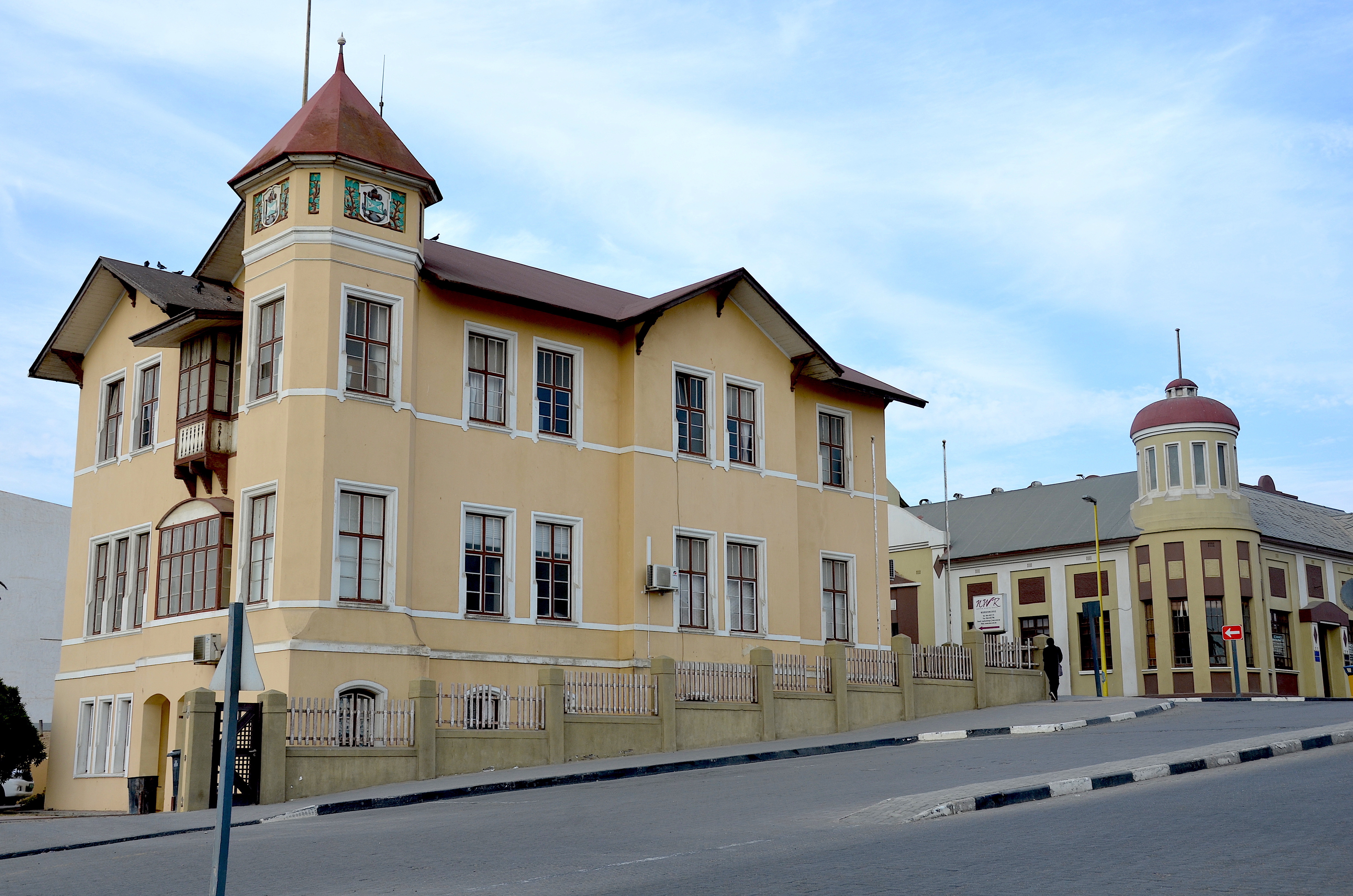
Die Ritterburg, dahinter das ehemalige Hotel Fürst Bismarck

## Anmerkung
1. ↑  Anmerkung: Dieser Artikel enthält Schriftzeichen aus dem Alphabet der im südlichen Afrika gesprochenen Khoisansprachen. Die Darstellung enthält Zeichen der Klicklautbuchstaben ǀ, ǁ, ǂ und ǃ. Nähere Informationen zur Aussprache langer oder nasaler Vokale oder bestimmter Klicklaute finden sich z. B. unter Khoekhoegowab.